# Azam Ali
Azam Ali (En persa:اعظم علی ); (Teherán, 3 de octubre de 1970) es una cantante y compositora iraní, residente en Estados Unidos. Reconocida por su música internacionalmente, ha lanzado ocho álbumes con la banda de música alternativa VAS y el grupo Niyaz; y tres como solista, entre otros trabajos con otros músicos reconocidos.
Ha puesto voz a temas en películas como Godsend, Children of Dune, El Amanecer de los Muertos o The Matrix Revolutions.

## Biografía

### Primeros años
Azam Ali nació en Teherán, aunque se crio en Panchgani (India) desde los cuatro años, en la pequeña ciudad de Panchgani, un puerto de montaña en el estado de Maharashtra, allí asistió a una internado mixto internacional durante once años. La educación en la escuela se basó en potenciar la importancia de las artes, la cultura local y la espiritualidad, principios morales que fueron la base de su música en años posteriores.
En 1985 su madre decidió dejar su hogar y su vida para trasladarse a Estados Unidos y establecerse en Los Ángeles cuando Azam no era más que una adolescente. Allí comenzó los estudios de santur bajo la tutela del maestro persa Manoocher Sadeghi. Estudió también durante los ocho años con Ustad Sadeghi.  El principal interés de Azam estuvo en aprender a tocar los instrumentos. Una búsqueda más profunda en cuanto a la expresión la llevó a redescubrir su voz de la mano de Sadeghi, quien descubrió las peculiaridades de su voz rica en emociones. A partir de ese momento inició la educación para emplear la voz como instrumento –canto fonético–, con la que logró la forma de expresión que no acababa de encontrar a través de los instrumentos.
La búsqueda de la pureza en la expresión y las diferentes técnicas para entrenar la voz la llevaron a interesarse por las músicas clásicas occidentales, la  música oriental de la India y de otras épocas más antiguas como las piezas de Hildegard Von Bingen. En las músicas de otras culturas encontró una forma de expandirse a través de otras lenguas y otras formas de espiritualidad con las que expresar la pureza característica de su propia voz a través de las melodías.
Cuando se le preguntó por su acercamiento al canto, Azam explicó: 

lo que más me intriga de la voz humana es su habilidad para convertir todo en transparente a través de su poder de transformación. La voz no es solo una vía para conducir palabras. Para mí se trata más de un sueño abstracto en el que todo tiene perfecto sentido.

## Trayectoria profesional
En 1996, formó el grupo de música alternativa VAS con el percusionista Greg Ellis, después de conocerse el año anterior en el concierto Maestros Músicos de Jajouka, en la Universidad de California (UCLA). Desde 1997 a 2004 VAS ha sacado al mercado cuatro discos en la discográfica Narada. La música creada es una interpretación entre la percusión y la voz, relación ancestral. La combinación de los sonidos combinan la influencia de otros géneros y estilos musicales de India, Persia, de Occidente y otros ritmos procedentes de otras culturas. La música de Azam Ali además cuenta con influencias de Laxmi Shankar, Asha Bhosle, Marie Keyrouz o Emily Van Evera también intérprete de músicas más antiguas. El grupo recibió en sus inicios la aceptación de la crítica, que en algún momento los comparó con el grupo británico Dead Can Dance, sin embargo consiguieron alcanzar un lugar propio lejos de las comparaciones iniciales, para situarse con un estilo personal con cada trabajo publicado.
Publicó su primer álbum en solitario Portals of Grace en 2002. El trabajo es una colección de piezas de estilo medieval oriental. Las once canciones que componen el álbum datan de siglo XII-XIV originarias de Francia, del sur de Europa, de Bretaña, la España morisca y Suecia, uniendo ritmos celtas, sefardíes y nórdicos.  En 2004, fundó junto a Loga Ramin Torkian, su marido, el grupo electrónico acústico iraní Niyaz, al que se incorporó posteriormente la productora galardonada con un Grammy, Carmen Rizzo. Niyaz, un proyecto electroacústico moderno que pone música a los poemas de los místicos sufíes, ha sido reconocido internacionalmente como uno de los grupos novedosos en su momento. Fue además el único grupo iraní que logró entrar en la lista top 150 de mejores álbumes del año 2005, y en el World Music Charts of Europe (WMCE) que sitúa cada mes a las veinte mejores canciones.
El segundo álbum  lanzado en solitario fue Elysium for the Brave del sello Six Degrees Records Ltd. y producido por la propia Azam Ali y Carmen Rizzo en Los Ángeles en 2006. En 2019 grabó con Terrestrial Lane Productions el álbum  Phantoms en el que mezcla estilos electrónicos, con folk y música country.

## Cine y televisión
Su capacidad para adaptar la voz a diferentes estilos musicales hizo que compositores musicales para cine la contratasen. Ha puesto voz en varias películas y proyectos de televisión, entre los que se destaca su participación en la música de la película 300. Ha trabajado a menudo con el compositor Brian Tyler,  obras para Paparazzi, Godsend y Children of Dune, donde interpretaba el tema "Inama Nushif". Otros trabajos incluyen Campo de Batalla: La Tierra, La Leyenda de Tierramar, El Amanecer de los Muertos y The Matrix Revolutions, donde interpretaba la canción "Navras" junto con su compañero de grupo Greg Ellis, Ben Watkins de Juno Reactor y Laxmi Shankar. Más recientemente ha participado en la controvertida miniserie The Path to 9/11. 

## Otros trabajos
Azam ha sido una cantante invitada en muchos trabajos, como One de Yuval Ron (2003, Magda Records). En este álbum, que en esencia es un supergrupo de Oriente Medio, también participó con Yair Dalal, así como Haim Louk, Pejman Hadadi y Nabil Azzam. 
Otras colaboraciones se pueden encontrar en el álbum Enter the Chicken y con Serj Tankian vocalista de System of a Down en los discos de Dredg, Steve Stevens, grupo Kondo y Slow Motion Reign.
En 2003 con Omar Faruk Tekbilek, Yair Dalal y Yuval Ron feat  grabó el álbum One en Israel, con fusión de músicas. En 2005, Azam Ali apareció en Enter the Chicken, con la canción "Coma", del grupo Buckethead. Ha atraído la atención de compositores y artistas musicales como Tyler Bates, Mercan Dedeen, Mickey Hartsus,  Zakir Hussain y estuvo dos años como voz del grupo Bembe Orisha.
También colaboró con Jack Wall en el videojuego Call of Duty: Black Ops II con el tema de su banda sonora "Pakistan Run"

## Discografía
- Sunyata (1997).[2]
- Offerings (1998).[2]
- In the Garden of Souls (2000).[2]
- One (2003). Grabado con Omar Faruk Tekbilek, Yair Dalal y Yuval Ron feat.[9]
- Green Memories (2008). Grabado con el sello LilaSound Productions junto a Keyavash Nourai y Shahrokh Yadegari.[11]
- Feathers Of Fire (2017). Grabado con el sello Terrestrial Lane Productions, junto a Loga Ramin Torkian.[12]

Solitario
- Portals of Grace (2002).[3]
- Elysium for the Brave (2006).[7]
- Phantoms (2019).[8]